# Arteria splenica

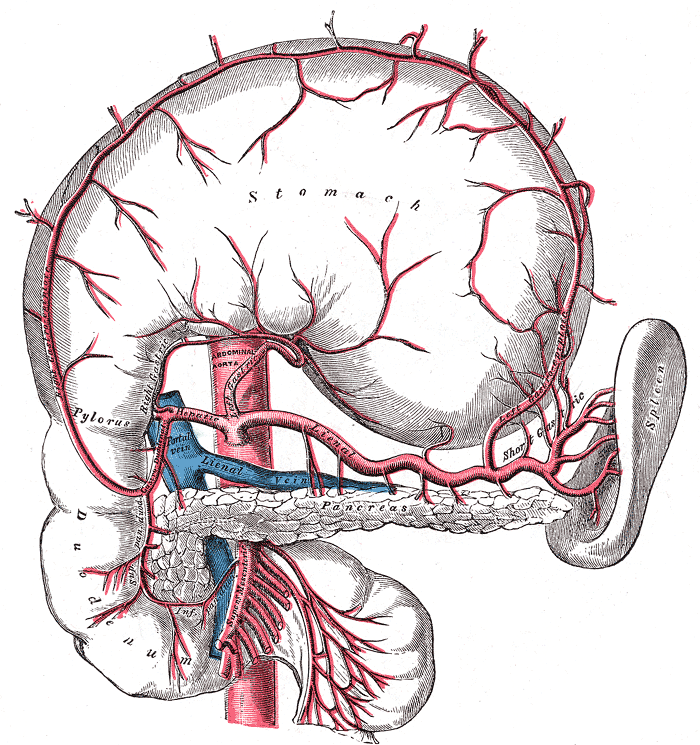
Truncus coeliacus

Die Arteria splenica oder Arteria lienalis (v. lat. lien bzw. griech. splen „Milz“; „Milzarterie“) ist eine Schlagader der Bauchhöhle und einer der drei Hauptäste des Truncus coeliacus.
Die Arteria splenica teilt sich in mehrere Äste:
- Arteria pancreatica dorsalis (rückenseitige Bauchspeicheldrüsenarterie)
- Arteria pancreatica magna (große Bauchspeicheldrüsenarterie)
- Arteriae gastricae breves (kurze Magenarterien)
- Arteria gastrica posterior (Arterie der Magenhinterwand)
- Arteria gastroomentalis sinistra (oder A. gastroepiploica sinistra) (linke Magen-Netzarterie)

Die Arteria splenica versorgt neben der Milz auch den Magen, die Bauchspeicheldrüse und das große Netz.
Bei Wiederkäuern gibt die Arteria splenica auch die beiden Hauptgefäße des Pansens – Arteria ruminalis dextra und sinistra – ab.